# Přípravek (strojnictví)
Jako přípravek (v hantýrce z němčiny Vorrichtung; odpovídá lidovému udělátko a podobným výrazům) se ve strojnické technologii (jak ve výrobě, tak i v opravárenství) označuje druh nářadí, často jednoúčelového, usnadňující montáž nebo demontáž, manipulaci s výrobkem nebo vymezující správné rozměry výrobku (např. proto, aby jej při opakované výrobě nebylo nutno znovu rozměřovat).
Časté způsoby použití jsou například:
- montážní / demontážní přípravek (např. stahovák ložisek v autoopravárenství),
- upínací přípravek k upnutí obrobku složitějšího tvaru v obráběcím stroji, k bezpečnému odvodu reakcí sil působících při obrábění,
- svařovací přípravek, do něhož se v jednoznačně dané vzájemné poloze upnou díly určené ke svaření a následně se svaří,
- vrtací přípravek (šablona, podle níž se vrtají díry bez opakovaného rozměřování),
- manipulační a skladovací přípravky pro bezpečnou manipulaci s výrobky složitějšího tvaru, případně jejich ukládání,
- děrovací,
- lisovací,
- soustružnický (především před zavedením numericky řízených (CNC) strojů do výroby),
- ohýbací,
- měřící (usnadňující měření jiným měřidlem),
- měrka (přípravek sám slouží jako měřidlo).

Pořízení přípravku představuje většinou větší náklad, proto se přípravky uplatňují především v opakované výrobě; potom bývají v drtivé většině jednoúčelové. I pro výrobu malého počtu výrobků se přípravek pořizuje, pokud bez něj nelze dosáhnout požadované kvality, s výrobkem nelze bez něj bezpečně manipulovat apod.; pak se případně uplatní univerzálnější, stavitelné přípravky.
Konstruktér nářadí a přípravků je specializovaná profese ve strojírenském závodě. Konstrukce nářadí a přípravků je ve větších závodech organizačně začleněna do technologického oddělení. Výrobě přípravků (především složitějších nebo lisovacích) se věnují i nástrojárny, u kterých se může jednat i o hlavní činnost.